# 刘月宁
刘月宁（1965年10月—），女，汉族，湖南益阳人，中国扬琴演奏家、音乐教育家，中央音乐学院教授，曾任欧美同学会·中国留学人员联谊会副会长。九三学社中央委员会委员，第十二、十三届全国政协委员。

## 生平
2014年2月21日，欧美同学会·中国留学人员联谊会第七届理事会第一次会议召开，选举其出任第七届理事会副会长。